# Гром-Гора
Гром-Гора́ — посёлок в Мартыновском районе Ростовской области. 
Входит в состав Мартыновского сельского поселения.

## История
В 1987 году указом Президиума Верховного Совета РСФСР Посёлку шестой фермы племсовхоза «Сальский» присвоено наименование Гром-Гора.

## Население
| 2010 |
| ---- |
| 203  |

## Улицы
- ул. Крестьянская,
- ул. Степная,
- ул. Центральная.